# Hourdage
Le hourdage est un terme vieilli qui désigne un type de maçonnerie qualifié par certains de « grossière », réalisée souvent avec du plâtre ou de la bauge (mortier de terre composé de terre franche (au sens de terre argileuse) ou d'argile, de paille hachée ou de foin, ou même de l'un et de l'autre) entre les solives d'un pan de bois ou entre les solives d'un plancher. Le saumurage, la bauge et le torchis sont des hourdages, de même que la limousinerie (maçonnerie constituée de moellons). Hourdage a donné hourdis.

## Histoire

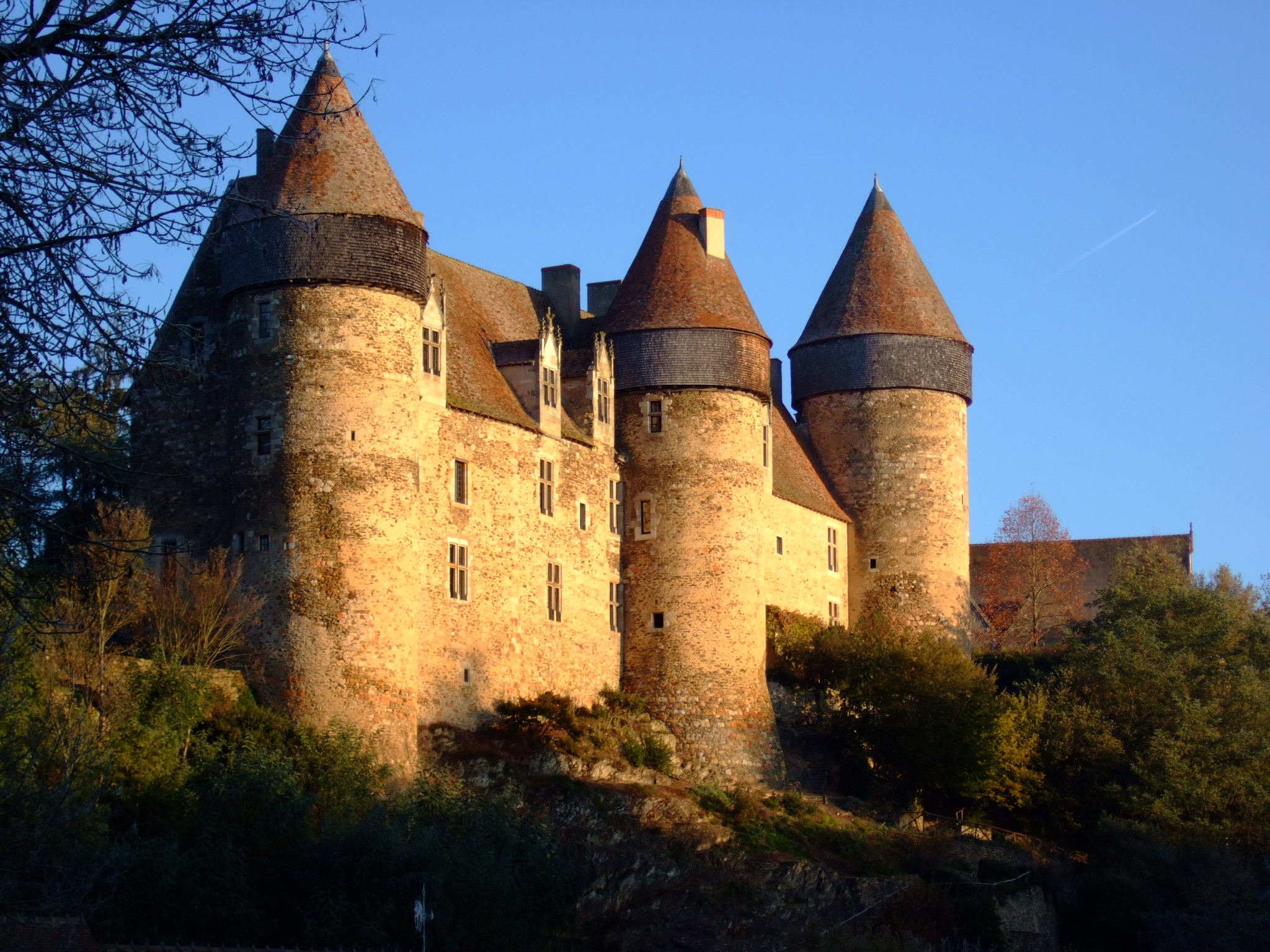
Hourdage des tours du château de Culan.

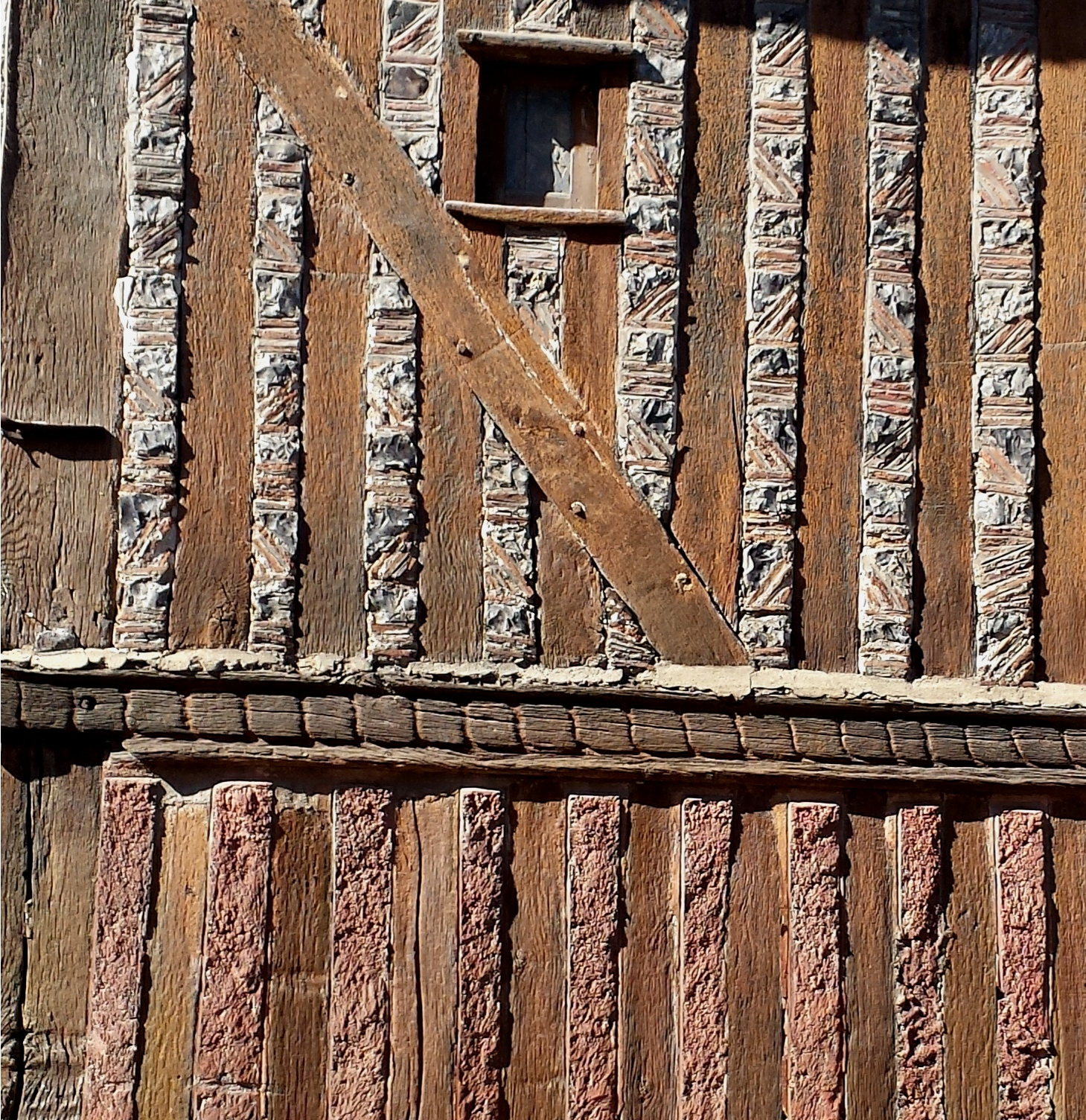
Hourdage géométrique en silex et tuileaux, dans une maison de ville augeronne.

Le terme a pour origines les hourds qui au Moyen Âge désignaient un échafaudage solide, fait de planches, en encorbellement au sommet d'une tour ou d'une muraille. Il désigne une maçonnerie grossière à partir du XVIe siècle.
Eugène Viollet-le-Duc dans son « Dictionnaire raisonné de l’architecture française du XIe au XVIe siècle » renseigne aussi les termes Hourt, hour, ourdeys ou gourt. 
Il y a tout lieu de croire que dès l'époque romaine les hourds étaient en usage car il est question dans les Commentaires de César d'ouvrages en bois qui sont de véritables hourds. 
À la fin du XIe siècle déjà et au commencement du XIIe siècle on remarque au sommet des tours et remparts des « trous de hourds » au niveau des chemins de ronde dans lesquels venaient se loger les madriers qui soutenaient l'échafaudage. L'ensemble du hourd se nommait hourdage (hourdage ou Hourdeïs, Réunion de hourds). 
Les hourdages n'étaient pas généralement posés à demeure, mais seulement en temps de guerre. En temps de paix, ces charpentes étaient facilement démontées et rangées à couvert dans les tours et dans les nombreux réduits disposés le long des remparts à l'intérieur. Cependant quelquefois les hourds étaient à demeure, particulièrement au sommet des tours, alors on les « hourdait » en maçonnerie comme des pans de bois ou on les couvrait d'ardoises.
Au XIXe siècle, on appelle Hourdis ou Hourdage, « la maçonnerie qui se fait avec plâtras et plâtre ou mortier en remplissage des poteaux de pan de bois, de cloisons, et entre les solives des planchers, ainsi que celle qui se fait avec des petits garnis (des petits moellons) ou avec du plâtre pur entre les ais ou tringles des cloisons à claire-voie ». Le Terrasseur désigne l'ouvrier qui hourde les cloisons, les pans de bois et les planchers en terre, dans les pays où la pierre et la chaux sont rares

## Les planchers
On distinguait, « plancher creux », plancher qui n'était pas rempli entre les solives et « plancher hourdé », celui dont les entre-deux des solives étaient remplis de plâtras et plâtre affleurant les bois dessus et dessous. Le plancher « enfoncé » ou « à entre-voux » désigne un plancher qui est « latte jointif ou couvert de bardeau avec aire en plâtre ou en bauge par-dessus, et dont les bois sont apparents par-dessous », constituant dans la pièce inférieure un plafond à la française.
Le « hourdage en auget » a pour objet d'assourdir les planchers et de les rendre imperméables aux odeurs désagréables qui pourraient les traverser On les emploie surtout pour les planchers établis au-dessus des cuisines et des écuries; On fait le hourdage d'un plancher avant de clouer le lattis de l'aire supérieure (c'est-à-dire la chape). Le hourdage en auget est moins pesant que le remplissage complet de l'espace entre les solives en plâtre et plâtras. On ne donne à chaque auget dans le milieu de sa largeur que 3 à 4 pouces d'épaisseur qui suffisent pour l'imperméabilité mais des deux côtés on élève ses bords le long des faces des solives et pour les faire mieux adhérer au bois on larde préalablement les faces verticales des solives avec des clous et des rappointissages ou des tampons comme pour les remplissages des pans de bois.
Lorsque ce hourdage n'est pas nécessaire pour ne pas charger les planchers on se contente de hourder en plafond les intervalles des solives sous le lattis de l'aire supérieure. C'est ce qu'on appelle « hourder », ou « plafonner en entrevous ».
Les lattes laissent entre elles des joints suffisants pour que le plâtre pénètre au-dessus d'elles et qu'en refluant il enveloppe toutes leurs arêtes et s y accroche solidement. On se sert de lattes de bois de chêne, de lattes de sapin fendues à la scie ou de planches de sapin très minces brisées par fentes avec un hachereau et dont on écarte les éclats en les clouant sous les solives. On se sert aussi quelquefois de roseaux que l'on cloue également après les solives.
Dans les localités où l'on manque de plâtre on le supplée pour la construction des plafonds par un mortier appelé blanc en bourre et même par des remplissages en torchis (béton d'argile) entre les solives.
On fait aussi des remplissages de plafond au moyen de voûtes légères composées de briques maçonnées sur l'une de leurs plus petites dimensions et portées par des rainures creusées dans les faces verticales des solives.
Les plafonds en plâtre et en blanc en bourre sont souvent encadrés le long des murs ou des pans de bois et cloisons formant les parois des appartements par des gorges ou des corniches également en plâtre et par diverses moulures qui forment des compartiments décorés d'ornements moulés. 
Lorsque les planchers ont une grande portée on établit sous la charpente de ces planchers une autre charpente plus légère qui a pour objet unique de porter les plafonds.

## Les cloisons
« Les murailles simples se font aux Champs & à la Ville de Charpente & d'Enduits. On contre latte le pan de bois c'est-à-dire qu'on l'arme de clous & de lattes & ensuite on l'enduit. Les Enduits dont on couvre les murailles se font avec de la chaux & du ciment ou du sable ou bien avec du plâtre ou du stuc dont on blanchit ces murailles; il se fait avec du Marbre blanc bien broyé & sassé & de la chaux. Pour faire de bons & beaux Enduits, il ne faut pas employer le sable aussitôt qu'il est tiré de la terre car il fait sécher le mortier trop promptement ce qui fait gercer les Enduits ; mais pour les gros murs de Maçonnerie, c'est tout le contraire ; il ne faut pas que le sable ait été trop long temps à l'air parce que le Soleil & la Lune l'altèrent en sorte que la pluye le dissout & le change enfin presque en terre ».